# Amschel Moses Rothschild
Amschel Moses Rothschild († 6. Oktober 1755 in Frankfurt am Main) ist einer der Vorfahren der Rothschildfamilie. Die Tochter seines gleichnamigen Sohnes Adelheid Rothschild (1777–1834) heiratete in die Goldschmidt-Bankerdynastie ein (Jacob David Goldschmidt). Sein vierter Sohn ist Mayer Amschel Rothschild, der als Begründer der Rothschilddynastie gilt. 
Amschel Moses Rothschild wurde als Sohn von Moses Kalman Rothschild und Schönche Rothschild (geb. Buchsbaum) in Frankfurt am Main geboren. 
Er war in der Frankfurter Judengasse als einfacher Geldwechsler tätig, der gelegentlich auch mit Seide handelte. Sein Besitz war im Jahre 1749 insgesamt 1375 Gulden wert. Er gehörte damit eher zu den ärmeren Juden des Frankfurter Ghettos. Wohnsitz seiner Familie war das Hinterhaus zur Pfanne (Judengasse 188), in das seine Vorfahren 1664 gezogen waren. Der alte Wohnsitz war ein Haus im Südteil der Judengasse, das den Namen Zum roten Schild trug, das im 16. Jahrhundert von Isaak Elchanan errichtet worden war. Wie häufig üblich hatte die Familie ihren Nachnamen vom Namen des Hauses abgeleitet. Der Name Rothschild wurde beibehalten, als die Familie in den nördlichen Teil der Judengasse umzog.
Amschel Moses Rothschild hatte gemeinsam mit seiner Frau Schönche acht Kinder. Allerdings überlebten nur fünf die Kindheit. Die Söhne besuchten bis zu ihrem dreizehnten Lebensjahr eine der mehreren Chadarim der Frankfurter Judengasse. Ungewöhnlich ist, dass Amschel Moses Rothschild seinen vierten Sohn auf die Talmudschule in Fürth schickte. Der Grund hierfür ist nicht sicher, da es auch in Frankfurt eine sehr angesehene Rabbinatsschule gab. Möglicherweise wurden in Fürth aber anders als in Frankfurt auch säkulare Fächer unterrichtet.
Amschel Moses Rothschild starb am 6. Oktober 1755 während einer Pockenepidemie.